# Gymnothorax meleagris
Cá lịch biển miệng trắng (danh pháp hai phần: Gymnothorax meleagris) là một loài cá lịch biển được tìm thấy trong Ấn Độ Dương-Thái Bình Dương ở độ sâu xuống 36 m. Chiều dài của nó lên đến 1,2 m. Chúng sinh sống trong các lỗ hổng trong rạn san hô nhanh chóng nổi lên để thực hiện cá tấn công bất ngờ đối với con mồi. Chúng cảm nhận được con mồi bằng cách phát hiện mùi trong nước.